# أربط عليا
أربط عليا هي قرية في مقاطعة مياندوآب، إيران. عدد سكان هذه القرية هو 144 في سنة 2006.